# Рогозен
Ро́гозен (болг. Рогозен) — село у Врачанській області Болгарії. Входить до складу общини Хайредин.

## Населення
За даними перепису населення 2011 року у селі проживали 1007 осіб.
Національний склад населення села:
| Національність   | Кількість осіб | Відсоток |
| ---------------- | -------------- | -------- |
| болгари          | 843            | 94,7%    |
| цигани           | 42             | 4,7%     |
| турки            | 3              | 0,3%     |
| Всього відповіли | 890            |          |

Розподіл населення за віком у 2011 році:
Динаміка населення: